# Erupcija vulkana Eyjafjallajökull 2010.
Erupcija vulkana Eyjafjallajökull 2010. odnosi se na seriju znatne vulkanske aktivnosti Eyjafjallajökulla na jugu Islanda tijekom 2010. godine. Bila je to prva vulkanska erupcija tog vulkana nakon gotovo 200 godina.
Seizmička aktivnost započela je već potkraj 2009. te dovela do erupcije 20. ožujka 2010. godine. Druga erupcija započela je 14. travnja 2010. i dovela do najvećeg poremećaja zračnog prometa u povijesti Europe uzrokovanog prirodnom katastrofom. Milijuni putnika ostali su zaglavljeni u zračnim lukama od 15. travnja.

## Erupcija
Islanđani su zabilježili Eyjafjallajökullove erupcije 920., 1612. 1821. i 1823., kada je često zabilježen fenomen da se potom dogodila i erupcija susjednog, većeg vulkana, Katla.
Islandska meteorološka služba objavila je 2009. da se povećala seizmička aktivnost područja oko Eyjafjallajökulla od 2006. do 2009., kada je zabilježeno 250 manjih potresa.
Potkraj 2009, dogodilo se tisuću manjih potresa (većinom od magnitude 1–2), oko 7–10 kilometara ispod vulkana. 26. veljače 2010 GPS oprema koju je koristio meteorološki institut Islanda kod farme Þorvaldseyri u području Eyjafjölla (otprilike 15 km južno od lokacije nedavne erupcije) je pokazala premještanje lokalne zemljine kore 3 centimetara prema jugu, od čega se pomak od 1 centimetara zbio u razdoblju od četiri dana. To je poslužilo kao dokaz da magma teče ispod kore u komoru s Eyjafjallajökulla a da je pritisak uzrokovao pomak zemljine kore kod farme Þorvaldseyri. Od 3. do 5. ožujka, oko 3,000 potresa je izmjereno na epicentru vulkana, iako je većina bila neprimjetne jačine.
Smatra se da je erupcija započela 20. ožujka 2010., između 22:30 i 23:30 po mjesnom vremenu.
"Turizam za katastrofe" munjevitom se brzinom proširio oko vulkana nakon erupcije kada su putničke agencije ponudile putovanje ljudima da gledaju erupciju. Islandska telekominikacijska tvrtka Mila je postavila tri kamere koje emitiraju snimke erupcija s Valahnúkura, Hvolsvöllura i Þórólfsfella.

### Evakuacije
Oko 500 farmera i njihovih obitelji je evakuirano s područja Fljótshlíð, Eyjafjöll i Landeyjar preko noći s 20. na 21. ožujka, a letovi u Reykjavíku su otkazani zbog vulkanske prašine, no navečer 21. ožujka, domaći i međunarodni letovi su ponovno pušteni u opticaj. Stanovnicima riskantne zone područja Fljótshlíð, Eyjafjöll i Landeyjar je dopušten povratak na njihove farme nakon sastanka Odjela za zaštitu javnosti 22. ožujka a plan evakuacije je privremeno obustavljen. 29. ožujka policija je ponovno otvorila sve ceste prema vulkanu. Međutim, nakon druge erupcije, cesta je ponovno zatvorena zbog opasnosti od poplava zbog vulkanske topline kraj obližnjeg ledenjaka i drugih snježnih rezervoara, no cesta je ponovno otvorena 1. travnja.

### Pukotina
Pukotina je dugačka 500 metara te ima 10 do 12 erumpirajućih kratera lave čija temperatura iznosi oko 1,000 °C. Erupcija je okarakterizirana kao relativno opasna, s tipičnom karakteristikom protjecanja lave iz vulkana. Tekuća lava je tekla više od 4,000 metara, sjevero-istočno od pukotine u kanjon Hrunagil. Prema naznakama, do sredine travnja 2010. je primjećeno da se seizmička aktivnost oko vulkana smanjuje te da je počeo proces ravnoteže. 31. ožujka otvorila se nova pukotina, oko 200 metara sjevero-zapadno od prvotne.
Geofizičar Magnús Tumi Einarsson je održao novinarsku konferenciju 21. ožujka i objavio da je erupcija mala u usporedbi s erupcijom vulkana Hekla 2000. No pošto pukotina nije u blizini glečera, opasnost od većih poplava je minimalna. 22. ožujka uočen je vulkanski pepeo kraj područja Fljótshlíð (20–25 km sjevero-istočno od lokacije erupcije) i grada Hvolsvöllur (40 km sjevero-zapadno od lokacije erupcije). 22. ožujka eksplozija je izbacila dim vulkana 4 km u visinu, a sljedeći dan još jedna eksplozija je izbacila dim do visine od 7 km.
Znanstvenici su 22. ožujka zabilježili iznenadan porast temperature rijeke Krossá (koja crpi izvor s ledenjaka Eyjafjallajökull i Mýrdalsjökull) u području Þórsmörk, pošto se temperatura vode povećala za 6 °C u razmaku od samo dva sata, što nikada prije nije bilo zabilježeno u povijesti te rijeke.
Farmeri u blizini vulkana su upozoreni da njihova stoka možda pije otrovane izvore vode pune flourida.

## Druga erupcija
14. travnja 2010., nakon kratke stanke, Eyjafjallajökull je ponovno nastavio s erupcijom, ovog puta u središtu ledenjaka, uzrokujući topljenje leda i poplave, zbog čega je 800 ljudi evakuirano. Cesta kraj rijeke Markarfljót je na nekim mjestima poplavljena.
Nastao je rijedak fenomen: tzv. „prljava oluja“ od vulkanskog oblaka koja proizvodi i grmljavinu. Prema procjenama, vulkan je izbacio oko 104 milligrama fluorida po kilogramu pepela.
Veoma brzo islandski vulkan postao je europski problem - i to razmjera kakav se ne pamti. Temperatura vulkana je na tone prašine digla visoko u nebo i tamo su zračne struje brzinom i do 200 kilometara na sat počele razvlačiti prašinu prema kontinentu Europe.

### Prekid zračnog prometa
Prema nekim procjenama, hladna voda od otopljenog leda ohladila je dijelove lave te ih fragmentirala u silicij. Manje čestice su izbačene u atmosferu prilikom erupcije, što je opasno za avione u letu.
Vulkanski pepeo i oblak prašine proširio se prvo po sjevernoj, a potom i po srednjoj Europi, zbog čega su mnoge zrakoplovne luke zatvorene na tom području.
Naime, oblak od pepela smanjuje vidljivost a malene čestice prašine se teoretski mogu otopiti zbog vručine motora turbine te potom stvrdnuti i uzrokovati zatajenje motora. To je bio najveći prekid zračnog prometa u Europi od 
Drugog svjetskog rata. Također, mnogi putnici koji diljem svijeta putuju u Europu suočeni su s otkazanim letovima.
Međunarodna udruga za zračni prijevoz je procijenila da zračna industrija diljem svijeta gubi 148 millijuna € (200 millijuna $) dnevno zbog prekida letova.
Države koje su zatvorile sve ili dio zrakoplovnih luka su: Austrija, Belgija, Bjelorusija, Bosna i Hercegovina, Bugarska, Češka, Danska, Estonija, Finska, Hrvatska, Irska, sjever Italije, Latvija, Luksemburg, Mađarska, Nizozemska, Njemačka, Poljska, Rumunjska, Slovačka, Slovenija, Srbija, sjeverna Španjolska, Švicarska i Velika Britanija. Hrvatske vlasti potvrdile su 17. travnja da su privremeno otkazali sve letove sjeverno od 45° zemljopisne širine. Croatia Airlines je objavila da gubi 500,000 € dnevno zbog zatvorenog zračnog prometa.
Oblak prašine proširio se tijekom noći 18. travnja na cijeli teritorij Hrvatske na svim visinama, a najveća je koncentracija bila na 7 do 11 kilometara. 
Simulacije su pokazale da će rijetki dio oblaka, koji se sastoji od raspršenih i oku nevidljivih čestica vulkanske prašine, nekoliko dana biti iznad većeg dijela Hrvatske, osim iznad južne Hrvatske, priopćili su iz DHMZ-a. Otvoren je zračni prostor iznad srednjeg i južnog Jadrana, a u skladu s tim, 21. travnja u 9.30 donesena je odluka o otvaranju zračnih luka u Dubrovniku, Splitu i Zadru.
16. travnja 2010., u Europi je otkazano oko 16,000 od ukupno 28,000 dnevnih putničkih letova, a 17. travnja 16,000 od 22,000 letova je otkazano zbog straha od sigurnosti za putnike. Nacionalni centar za zračni promet izvijestio je da je to prvi put u povijesti da je prirodna nepogoda prizemljila zrakoplove u Velikoj Britaniji. Zračni prostor bio je otvoren čak i nakon napada 11. rujna 2001. u SAD-u. Sveukupno je oko pet milijuna putnika ostalo zaglavljeno na aerodromima jer su im letovi otkazani. Udruga britanskih putničkih zastupnika procjenuje da je u travnju i do milijun Britanaca vjerojatno ostalo zaglavljeno u inozemstvu.
Profesor Bill McGuire je procjenio da bi najpoznatija islandska vulkanska erupcija, ona od Lakija koja se dogodila 1783., „prekinula zračni promet diljem sjevera Europe na šest mjeseci da se dogodila danas“.
Tijekom tog razdoblja, nekoliko britanskih zračnih linija su na vlastitu odgovornost poletili sa zračne piste, ali bez putnika, kako bi utvrdili može li avion letjeti po manjim oblacima vukanske prašine. Letovi su protekli bez greške. 18. travnja Njemačka je djelomično ponovno otvorila svoj zračni prostor na tri sata kako bi putnici koji su ostali zaglavljeni u  Portugalu mogli sletjeti u Hanover. Nije bilo nikakvih zabilježenih problema.
17. travnja 2010., predsjednik njemačke zračne kompanije Air Berlin je u intervjuu za časopis Bild am Sonntag izjavio da nema opasnosti od leta i da je „prijetnja vulkasnke prašine nepostojeća“ jer se zasniva samo na računalnoj simulaciji. Glasnogovornik za tvrtku Lufthansa je također potvrdio da su njihovi probni letovi protekli bez problema.
Tijekom svibnja i lipnja 2010. promet se ponovno normalizirao i vratio u opticaj.

## Vanjske poveznice
- Informacije o erupciji vulkana Eyjafjallajökull
- Trenutna seizmička aktivnost oko Eyjafjallajökulla i Mýrdalsjökulla
- Webcams:
  - pogled na Hvolsvelli
  - pogled na Þórólfsfelli
  - pogled na Valahnúk